# Ángel Fournier
Ángel Fournier Rodríguez, född 31 december 1987 i Guantánamo, Kuba, död 16 mars 2023 i Dallas, Texas, var en kubansk roddare.
Fournier tävlade för Kuba vid olympiska sommarspelen 2008 i Peking, där han slutade på 12:e plats i scullerfyra. Vid olympiska sommarspelen 2012 i London slutade Fournier på 7:e plats i singelsculler. 
Vid olympiska sommarspelen 2016 i Rio de Janeiro slutade Fournier på 6:e plats i singelsculler.